# دبرا نورول
دبرا آن نورول (انگلیسی: Deborah Norville؛ زادهٔ ۸ اوت ۱۹۵۸) خبرنگار و کارآفرین اهل ایالات متحده آمریکا است. نورول ارائه کننده و هماهنگ کننده برنامه "اینساید ادیشن ، یک مجله خبری تلویزیونی است که از ماه مارس ۱۹۹۵ تولید کرده است.
وی از سال ۱۹۷۹ میلادی تاکنون مشغول فعالیت بوده‌است.